# جاسم أحمد عاشور
جاسم أحمد عاشور هو من رجالات النادي العربي الرياضي حيث كان لاعبا بالنادي وحمل معه عدة بطولات وكان حكم دولي سابق وكان عضو في مجلس إدارة النادي العربي في أكثر من دورة وحقق معه الكثير من الإنجازات، وهو صاحب فكرة إقامة بطولة كأس ولي العهد لكرة القدم، كما يشغل منصب مختار منطقة بنيد القار الذي تربى بها وهو من مواليد منطقة شرق.